# Giovanni Manson Ribeiro
Giovanni Manson Ribeiro (Bauru, 31 gennaio 2002) è un calciatore brasiliano, centrocampista del Ballkani.

## Carriera

### Club
Ha iniziato a giocare a calcio nel settore giovanile del Santos nel 2012 all'età di 10 anni. Nel 2019 ha rifiutato il rinnovo del contratto ed il 25 gennaio 2020, dopo una richiesta da parte dell'Ajax alla FIFA per alcuni dissidi con il Santos e la CBF, è stato annunciato dal club olandese che lo ha assegnato alla propria seconda squadra.
Ha debuttato con lo Jong Ajax il 30 agosto nell'incontro di Eerste Divisie perso 4-0 contro il Roda JC. L'11 settembre seguente ha segnato il suo primo gol nella sconfitta esterna per 1-2 contro il N.E.C.
Il 18 gennaio 2022 è stato ceduto in prestito al Telstar fino al termine della stagione. Rientrato dal prestito, è rimasto allo Jong Ajax fino al 2 gennaio 2023 quando ha fatto ritorno in patria, a titolo definitivo, al Fluminense.
Il 13 maggio 2023 ha debuttato in Série A nell'incontro vinto 2-0 contro il Cuiabá.

### Nazionale
Ha giocato nella nazionale brasiliana Under-16.

## Statistiche

### Presenze e reti nei club
Statistiche aggiornate al 25 novembre 2023.
| Stagione        | Squadra         | Campionato      | Campionato | Campionato | Coppe nazionali | Coppe nazionali | Coppe nazionali | Coppe continentali | Coppe continentali | Coppe continentali | Altre coppe | Altre coppe | Altre coppe | Totale | Totale | Totale |
| Stagione        | Squadra         | Comp            | Pres       | Reti       | Comp            | Pres            | Reti            | Comp               | Pres               | Reti               | Comp        | Pres        | Reti        | Pres   | Reti   |        |
| --------------- | --------------- | --------------- | ---------- | ---------- | --------------- | --------------- | --------------- | ------------------ | ------------------ | ------------------ | ----------- | ----------- | ----------- | ------ | ------ | ------ |
| 2020-2021       | Jong Ajax       | 1D              | 23         | 2          |                 | -               | -               |                    | -                  | -                  |             | -           | -           | 23     | 2      |        |
| 2021-gen. 2022  | Jong Ajax       | 1D              | 8          | 0          |                 | -               | -               |                    | -                  | -                  |             | -           | -           | 8      | 0      |        |
| gen.-giu. 2022  | Telstar         | 1D              | 15         | 2          | CO              | 1               | 0               |                    | -                  | -                  |             | -           | -           | 16     | 2      |        |
| 2022-2023       | Jong Ajax       | 1D              | 5          | 1          |                 | -               | -               |                    | -                  | -                  |             | -           | -           | 5      | 1      |        |
| 2023            | Fluminense      | A/RJ+A          | 8+5        | 0          | CB              | 1               | 0               | CL                 | 0                  | 0                  |             | -           | -           | 14     | 0      |        |
| Totale carriera | Totale carriera | Totale carriera | 64         | 5          |                 | 2               | 0               |                    | 0                  | 0                  |             | -           | -           | 66     | 5      |        |

## Palmarès

### Club

#### Competizioni statali
- Campionato Carioca: 1

Fluminense: 2023

#### Competizioni internazionali
- Coppa Libertadores: 1

Fluminense: 2023